# Miracolo a Santa Monica
Miracolo a Santa Monica (Miracle Beach) è un film del 1992 diretto da Skott Snider. È una commedia romantica sul genere fantastico, girata a Los Angeles, California. Vanta la presenza di Pat Morita con una piccola parte anche per Vincent Schiavelli.
In Italia il film è stato trasmesso per la prima volta su Italia 1 come Miracolo a Santa Monica. È stato mandato in onda anche dal canale Super 3 Cinema, sul digitale terrestre ed accreditato anche dal sito della Internet Movie Database come Magia sulla Spiaggia. Il film che non ha avuto una degna distribuzione sul mercato italiano, né in VHS e né in DVD, è conosciuto anche secondo la guida TV di Sky o il sito di cinema film.tv.it, come La Spiaggia dei Miracoli.
Nonostante la presenza di numerose scene con attrici in topless, fuori e dentro l'acqua, il film è stato trasmesso in TV anche in orario pomeridiano.

## Trama
Jeannie Peterson, il genio della lampada, deve esaudire i desideri del proprio padrone, Scotty McKay, un ragazzo squattrinato che cerca la donna dei propri sogni. Finirà per innamorarsi, ricambiato, proprio della bella genietta.

## Colonna sonora
Il film Miracolo a Santa Monica (titolo originale: Miracle Beach) non ha avuto nessuna pubblicazione della propria colonna sonora, ma la canzone principale del film I Can't Believe, scritta da Eric Allaman ed accreditata a Martha Davis, è stata pubblicata nel 2000, nell'album Anthologyland dei The Motels. Un'altra canzone utilizzata nel film è 24 7 365 di Hiroko, già pubblicata nel 1990 nell'album omonimo dell'artista giapponese.